# Baie de Kolga
La baie de Kolga (estonien : Kolga laht), est une baie située au sud du golfe de Finlande à l'est de Tallinn en Estonie.

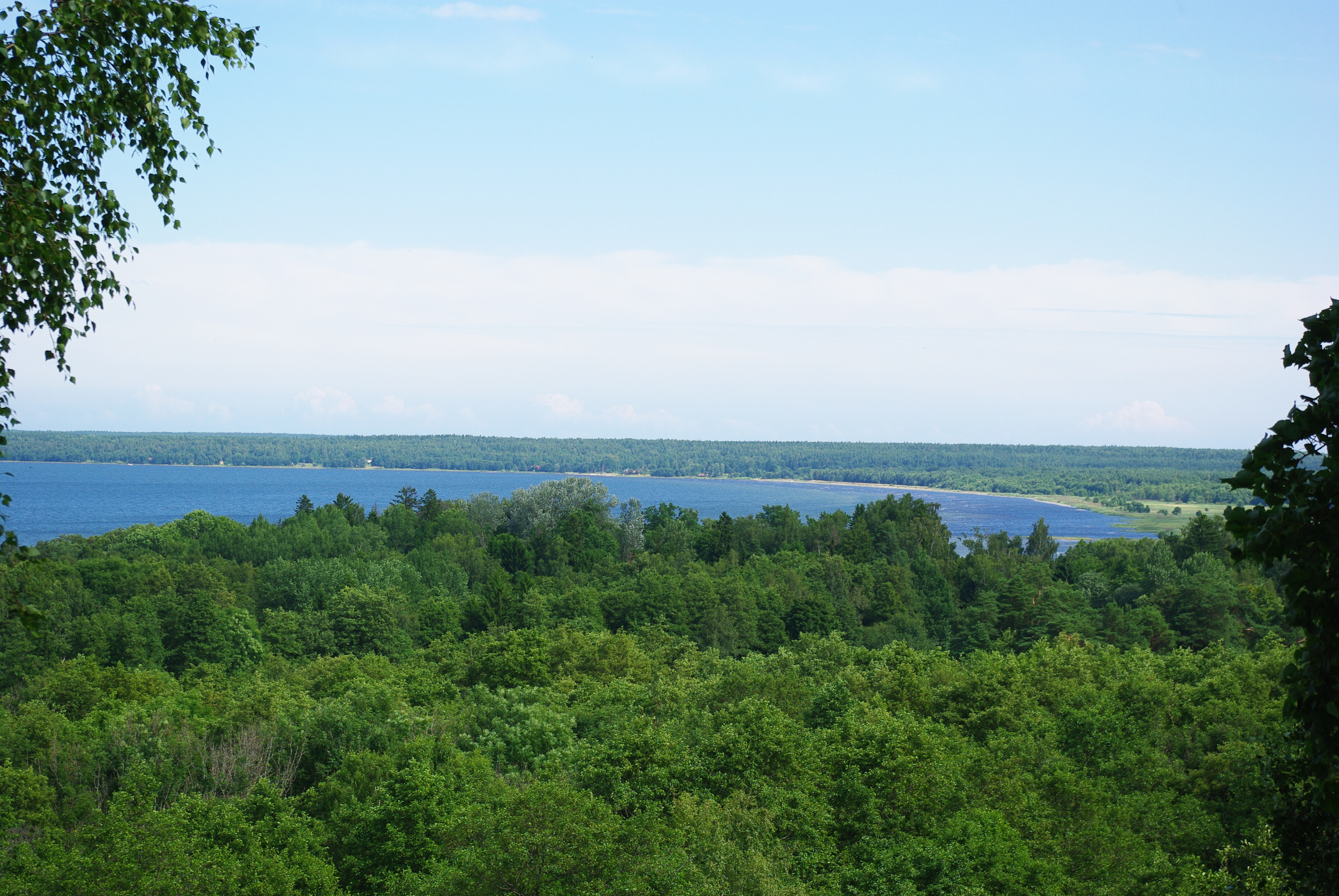
Vue de la baie

## Géographie
La baie est située entre la péninsule de Juminda et la péninsule de Kaberneeme.
Plusieurs îles sont dans la baie dont Pedassaar.